# Worotan (Sisjan)
Worotan – wieś w Armenii, w prowincji Sjunik. W 2011 roku liczyła 263 mieszkańców.